# Должикова Катерина Олександрівна
Катери́на Олекса́ндрівна До́лжикова (25 вересня 1988, Київ) — німецька (до березня 2023 року — українська) шахістка, майстер спорту України, гросмейстер (2005) серед жінок.
Дворазова чемпіонка України із шахів 2011 та 2021 років. Срібна призерка I Всесвітніх інтелектуальних Ігор 2008 (швидкі шахи — команда). Чемпіонка Німеччини зі швидких шахів 2024 року.
Її рейтинг станом на травень 2023 року — 2333 (117-те місце у світі, 3-тє — серед шахісток Німеччини).

## Досягнення
2002 — чемпіонка України серед дівчат до 14 років (Дніпропетровськ);
2005 — бронзова призерка 65-го чемпіонату України серед жінок (Алушта); срібна призерка чемпіонату України серед дівчат до 18 років;
2006 — срібна призерка чемпіонату України серед дівчат до 18 років, бронзова призерка чемпіонату України серед дівчат до 20 років;
2007 — поділ 1 — 2 місць у півфіналі чемпіонату України серед жінок (Євпаторія); бронзова призерка чемпіонату України серед дівчат до 20 років;
2008 — срібна призерка чемпіонату України серед дівчат до 20 років; переможниця турніру серед жінок зі швидких шахів «Феміда — 2008» (Харків);
2011 — переможниця 71-го чемпіонату України серед жінок (Полтава);
2015 — поділ 3 — 4 місць у півфіналі чемпіонату України серед жінок (Дніпропетровськ);
2016 — чемпіонка України зі швидких та блискавичних шахів серед жінок; поділ 4 — 6 місць у півфіналі чемпіонату України серед жінок (Дніпропетровськ);
2017 — 4-те місце у чемпіонаті України;
2021 — переможниця 81-го чемпіонату України (Харків).

## Результати виступів у чемпіонатах України
Катерина Должикова зіграла у 17-ти фінальних турнірах чемпіонатів України серед жінок, набравши загалом 79 очок із 159 можливих (+54-55=50).
| Рік  | Місто     | Турнір                            | + | − | = | Результат | Місце  |
| ---- | --------- | --------------------------------- | - | - | - | --------- | ------ |
| 2003 | Миколаїв  | 63-й чемпіонат України            | 4 | 3 | 2 | 5 з 9     | 15     |
| 2004 | Алушта    | 64-й чемпіонат України            | 3 | 1 | 5 | 5½ з 9    | 9      |
| 2005 | Алушта    | 65-й чемпіонат України            | 6 | 2 | 1 | 6½ з 9    | Bronze |
| 2006 | Одеса     | 66-й чемпіонат України            | 2 | 5 | 4 | 4 з 11    | 9      |
| 2007 | Полтава   | 67-й чемпіонат України            | 5 | 4 | 2 | 6 з 11    | 7      |
| 2008 | Миколаїв  | 68-й чемпіонат України            | 4 | 4 | 3 | 5½ з 11   | 6      |
| 2009 | Євпаторія | 69-й чемпіонат України            | 5 | 3 | 1 | 5½ з 9    | 8      |
|      | Алушта    | 78-й чемпіонат України (чоловіки) | 4 | 3 | 2 | 5 з 9     | 29     |
| 2010 | Полтава   | 70-й чемпіонат України            | 5 | 1 | 3 | 6½ з 9    | 4      |
|      | Алушта    | 79-й чемпіонат України (чоловіки) | 5 | 2 | 2 | 6 з 9     | 14     |
| 2011 | Полтава   | 71-й чемпіонат України            | 5 | 0 | 4 | 7 з 9     | Gold   |
| 2012 | Харків    | 72-й чемпіонат України            | 1 | 6 | 2 | 2 з 9     | 10     |
| 2013 | Київ      | 73-й чемпіонат України            | 1 | 4 | 4 | 3 з 9     | 10     |
| 2015 | Львів     | 75-й чемпіонат України            | 0 | 6 | 3 | 1½ з 9    | 10     |
| 2016 | Рівне     | 76-й чемпіонат України            | 2 | 5 | 2 | 3 з 9     | 9      |
| 2017 | Житомир   | 77-й чемпіонат України            | 3 | 1 | 5 | 5½ з 9    | 4      |
| 2018 | Київ      | 78-й чемпіонат України            | 2 | 4 | 3 | 3½ з 9    | 8      |
| 2019 | Луцьк     | 79-й чемпіонат України            | 1 | 4 | 4 | 3 з 9     | 9      |
| 2021 | Харків    | 81-й чемпіонат України            | 5 | 2 | 2 | 6 з 9     | Gold   |

## Приватне життя
З 2009 року була одружена з шахістом Сергієм Карякіним. Через кілька років шлюб розпався.